# Bryan Mantia
Bryan Kei Mantia, noto anche con lo pseudonimo di Brain (Cupertino, 4 febbraio 1963), è un batterista statunitense.
È noto per aver lavorato con Buckethead, Primus, Guns N' Roses, Godflesh e Tom Waits.

## Biografia
Figlio di padre italiano e madre giapponese, inizia a suonare la batteria all'età di 16 anni e successivamente frequenta la Percussion Institute of Technology di Hollywood. Col suo primo gruppo, i Limbomaniacs, pubblica l'album Stinky Grooves nel 1990.
Dopo avere suonato in diversi altri gruppi e artisti, collabora con Tom Waits, per il quale registra le parti di batteria nei brani Such a Scream e In the Colosseum nell'album Bone Machine del 1992. Successivamente forma il gruppo funk sperimentale Praxis, insieme al
bassista dei Parliament-Funkadelic Bootsy Collins, al tastierista Bernie Worrell e al chitarrista Buckethead.
Negli ultimi anni novanta collabora con i Godflesh per l'album Songs of Love and Hate e l'EP Love and Hate in Dub, e sostituisce Tim Alexander nei Primus, suonando negli album Brown Album, Rhinoplasty e Antipop. Successivamente prende parte al progetto parallelo del chitarrista dei Primus, Larry LaLonde, i No Forcefield, con cui pubblica due album, e a quello di Les Claypool, i Colonel Claypool's Bucket of Bernie Brains, di nuovo insieme a Buckethead e Worrell.
Nel 2007 collabora con il cantante dei System of a Down, Serj Tankian, per il suo album solista Elect the Dead.
Nel 2008 prende parte alle registrazioni dell'album dei Guns N' Roses, Chinese Democracy e occasionalmente ai concerti dal vivo.

## Strumentazione
Batteria Drum Workshop "Collector's Series Maple"
- cassa 18"x24"
- tom 8"x12", 9x13
- floor tom 16"x16", 16x18
- rullante 6"x14"

Percussioni Latin Percussion
- cowbell 6"

Piatti Zildjian
- 14" A Mastersound Hi-Hats
- 19" A Medium Thin Crash (x2)
- 20" K Crash/Ride
- 20" A Deep Ride
- 20" A Medium Thin Crash
- 22" Oriental China "Trash"

## Discografia
Limbomaniacs
1990 - Stinky Grooves
Primus
- 1997 - Brown Album
- 1998 - Rhinoplasty
- 1999 - Antipop

Bullmark
- 1996 - Interstate 76 soundtrack

Buckethead
- 1998 - Colma
- 1999 - Monsters and Robots
- 2004 - The Cuckoo Clocks of Hell

Giant Robot
- 1996 - Giant Robot

Godflesh
- 1996 - Songs of Love and Hate

No Forcefield
- 2000 - Lee's Oriental Massage 415-626-1837
- 2001 - God Is an Excuse

Colonel Claypool's Bucket of Bernie Brains
- 2004 - The Big Eyeball in the Sky

Serj Tankian
- 2007 - Elect the Dead

Guns N' Roses
- 2008 - Chinese Democracy

Buckethead, Brain & Melissa
- 2010 - Best Regards
- 2010 - Kind Regards